# The Company You Keep (serie de televisión)
The Company You Keep es una serie de televisión dramática estadounidense creada por Julia Cohen, basada en la serie de televisión surcoreana My Fellow Citizens!. La serie se estrenó en ABC el 19 de febrero de 2023 y esta protagonizada por Milo Ventimiglia y Catherine Haena Kim. En mayo de 2023, la serie fue cancelada tras una temporada.

## Premisa
La serie cuenta la historia del estafador Charlie y la agente encubierta de la CIA Emma. Una noche de pasión enciende el amor entre la pareja, que está en rumbo de colisión profesionalmente.

## Reparto

### Principales
- Milo Ventimiglia como Charlie Nicoletti
- Catherine Haena Kim como Emma Hill
- Sarah Wayne Callies como Birdie Nicoletti
- Polly Draper como Fran Nicoletti
- William Fichtner como Leo Nicoletti
- Tim Chiou como David Hill
- James Saito como Joseph Hill
- Freda Foh Shen como Grace Hill
- Felisha Terrell como Daphne Finch

### Recurrentes
- Shaylee Mansfield como Ollie Nicoletti
- Courtney Taylor como Mason
- Timothy V. Murphy como Patrick Mcguire
- Sachin Bhatt como Agent Vikram Singh
- Barry Sloane como Connor Mcguire
- Andrea Cortes como Junnifer West
- David Douglas como Doug Daniels

### Invitados
- Luke Kirby como Jones Malone
- Miguel Gomez como el Sacerdote
- Geoff Stults como Simon Norris
- Tony Shalhoub como Frankie Musso

## Episodios
| N.º | Título                         | Dirigido por    | Escrito por                       | Fecha de emisión original | Código de prod. | Audiencia (millones) |
| --- | ------------------------------ | --------------- | --------------------------------- | ------------------------- | --------------- | -------------------- |
| 1   | «Pilot»                        | Ben Younger     | Julia Cohen                       | 19 de febrero de 2023     | 1STW01          | 2.37                 |
| 2   | «A Sparkling Reputation»       | Kevin Mock      | Julia Cohen y Phil Klemmer        | 26 de febrero de 2023     | 1STW02          | 2.42                 |
| 3   | «Against All Odds»             | David Straiton  | Morgan Faust y Johnny Richardson  | 5 de marzo de 2023        | 1STW03          | 2.24                 |
| 4   | «All In»                       | Chi-Yoon Chung  | Cori Uchida y Adam Lash           | 19 de marzo de 2023       | 1STW04          | 2.13                 |
| 5   | «The Spy Who Loved Me»         | Jon Huertas     | Matthew Maala y D. M. Harring     | 26 de marzo de 2023       | 1STW05          | 2.17                 |
| 6   | «The Real Thing»               | Anna Mastro     | Johnny Richardson y Emily Cheever | 2 de abril de 2023        | 1STW06          | 2.18                 |
| 7   | «Company Man»                  | James Takata    | Morgan Faust y J. D. Shields      | 9 de abril de 2023        | 1STW07          | 2.12                 |
| 8   | «The Art of the Steel»         | Anna Mastro     | Phil Klemmer y Matthew Maala      | 16 de abril de 2023       | 1STW08          | 2.34                 |
| 9   | «The Truth Shall Set You Free» | Andi Armaganian | Cori Uchida y Adam Lash           | 30 de abril de 2023       | 1STW09          | 2.21                 |
| 10  | «The Truth Hurts»              | Jon Huertas     | Julia Cohen y Johnny Richardson   | 7 de mayo de 2023         | 1STW10          | 2.06                 |

## Producción

### Desarrollo
El 4 de marzo de 2022, ABC ordenó un piloto para la serie con Milo Ventimiglia como protagonista. El 6 de mayo de 2022, Ben Younger fue contratado para dirigir y producir el piloto escrito por Julia Cohen. El 22 de agosto de 2022, se anunció que ABC había ordenado la serie. La serie se estrenó el 19 de febrero de 2023. El 12 de mayo de 2023, ABC canceló la serie tras una temporada.

### Selección de reparto
El 4 de marzo de 2022, Milo Ventimiglia se unió al piloto en el papel principal de Charlie y como productor ejecutivo. El 27 de abril de 2022, Catherine Haena Kim fue elegida para el papel de Emma en el piloto. El 2 de mayo de 2022, William Fichtner fue elegido para el papel de Leo en el piloto. El 20 de mayo de 2022, Sarah Wayne Callies, James Saito, Tim Chiou, Freda Foh Shen y Felisha Terrell se unieron al piloto en papeles principales. El 22 de agosto de 2022, Polly Draper se unió al reparto en un papel principal. El 2 de febrero de 2023, Sachin Bhatt se unió al reparto en un papel recurrente. El 17 de marzo de 2023, Geoff Stults se unió al reparto en un papel recurrente.

### Rodaje
El rodaje del piloto inició el 30 de abril de 2022 en Los Ángeles, California.